# Festival de Vérone

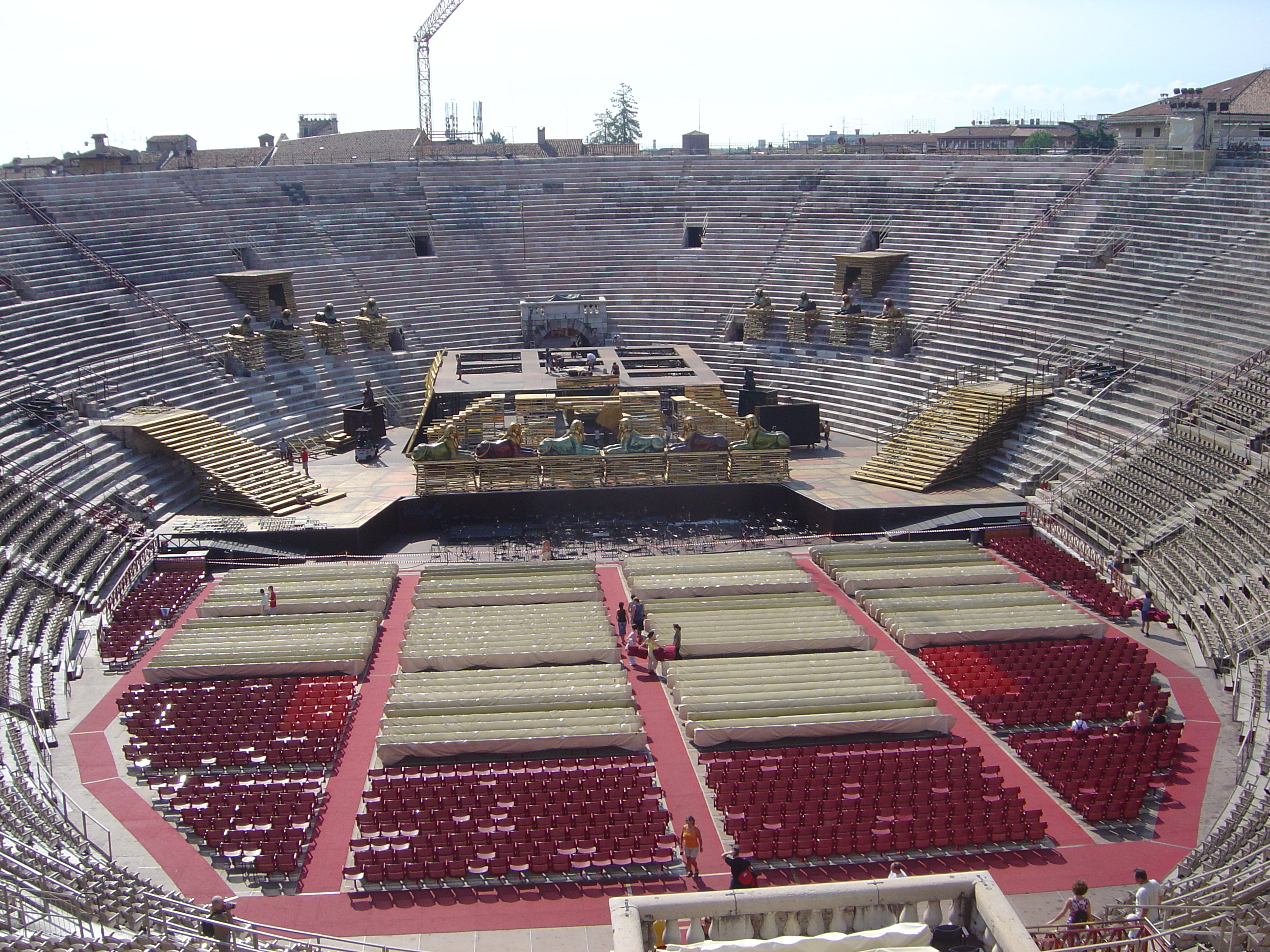
Décors pour Aïda

Le Festival de Vérone est un célèbre festival d'opéra qui a lieu chaque été dans l'amphithéâtre romain de Vérone, en Italie. Quatre opéras sont, en général, représentés chaque année, parfois accompagnés de concerts de musique symphonique ou de ballets.
La première saison date de 1913, année du centenaire de la naissance de Giuseppe Verdi, occasion pour laquelle on choisit de représenter Aïda dans les arènes romaines admirablement conservées, avec le ténor Giovanni Zenatello.

## DVD
- Giacomo Puccini, Turandot, Arena di Verona, 1983.